# NGC 983
NGC 983 (NGC 1002) é uma galáxia espiral barrada (SBb) localizada na direcção da constelação de Triangulum. Possui uma declinação de +34° 37' 19" e uma ascensão recta de 2 horas, 38 minutos e 55,7 segundos.
A galáxia NGC 983 foi descoberta em 13 de Dezembro de 1871 por Édouard Jean-Marie Stephan.